# Nicholas Prea
Nicholas Prea était un leader politique aux Seychelles. Il a été membre de l'Assemblée nationale, qui est le parlement des Seychelles. Prea a également été président de l'Assemblée nationale de 2018 à 2020.

## Biographie
Prea était ingénieur de profession. Il était membre du Parti national des Seychelles, un parti politique aux Seychelles.
Prea a été élu pour la première fois à l'Assemblée nationale en 2002. En mars 2018, il a été élu président de l'Assemblée nationale. Il a été président jusqu'au 29 octobre 2020,.
Avant de devenir président, Prea était secrétaire général du Parti national des Seychelles. Il a cependant démissionné de ce poste le 17 février 2020.